# Illicium cambodianum
Illicium cambodianum är en tvåhjärtbladig växtart som beskrevs av Henry Fletcher Hance. Illicium cambodianum ingår i släktet Illicium och familjen Schisandraceae. Inga underarter finns listade.